# LAPA 3142便離陸失敗事故
LAPA 3142便離陸失敗事故はブエノスアイレスからコルドバへ向かうLAPA 3142便が1999年8月31日の20時54分（現地時刻）にホルヘ・ニューベリー空港からの離陸に失敗した事故である。運航はアルゼンチンの航空会社であるLAPAが担当していた。事故機はボーイング737-204C（LV-WRZ） であった。この事故で乗員乗客63人と地上の2人が死亡し、少なくとも40人が負傷した。何人かは重傷を負った。アルゼンチンで発生した事故としてはアルゼンチン航空644便墜落事故に次いで、2番目に死者が多いものとなった。

## 当日の3142便

### 事故機
事故機のボーイング737-204Cは、LV-WRZとして登録されており、生産番号20389、ラインナンバー251で、プラット・アンド・ホイットニー社製JT8D-9Aエンジンを二基搭載していた。初飛行は1970年4月14日で 、4月17日にブリタニア航空に納入され、G-AXNBとしてイギリスで登録された。
ほぼ20年後の1990年2月1日に、フランスの航空会社TAT ヨーロピアン航空に売却され、F-GGPBとしてフランスで登録された。
LAPAは1996年12月21日から事故機を所有し、LV-WRZとして登録していた。事故当時、67,864時間の飛行時間と41,851回の離着陸が行われていた。機齢は29年と139日だった。

### 運航乗務員
機長は45歳男性、副操縦士は31歳男性であり、2人とも事故で死亡した。機長は6,500時間の飛行経験があり、そのうち1,710時間が事故機と同じボーイング737だった。副操縦士は4,085時間のうち560時間を737で飛行していた。
2人の操縦士に関して、JIAACの報告書は「彼らの飛行とシミュレータによる訓練の記録には、操縦に不適格な兆候が度々表われていた。もし彼らが急場ではそれらの悪癖を払拭出来ていたのだとしても、結局は日頃の不真面目な態度が直らず、それが3142便の操縦室における弛緩した態度にも表われた」と述べている。
前述の報告書は「操縦士は両名とも技術的、心理的要件を満たしていた」と述べ、「飛行全般でもこの機種に関しても、彼らの経験は十分だった」と述べたが、後の法廷審理では機長の免許が失効しており操縦資格が無かったことが判明した。
こうした運航乗務員の個人的資質の問題が事故に顕著に影響していたが、その後何年も続いた法的捜査においては、全責任を操縦士に負わせるべきではなく、むしろ空軍やLAPAの組織文化における統制の欠如が事故の遠因として重要だった、と立証することに重点が置かれた。

## 事故の経緯
3142便が離陸滑走を開始すると、すぐに離陸警報装置が操縦室に警報音を発し、機体が正しく設定されていないことを示した。しかし操縦士らはこの警報を無視して離陸を続行し、フラップを出し忘れて離陸不能になっていることに気付かなかった。機体は滑走路をオーバーランして空港の外周フェンスを突き破り、道路を横断して通行車両に衝突し、最後は道路建設機械と高速道路の中央分離帯に衝突した。熱いエンジンに漏れた燃料がかかったことと損傷した付近のガス調整施設からガスが漏れたことで火災が発生し、事故機は全損した。

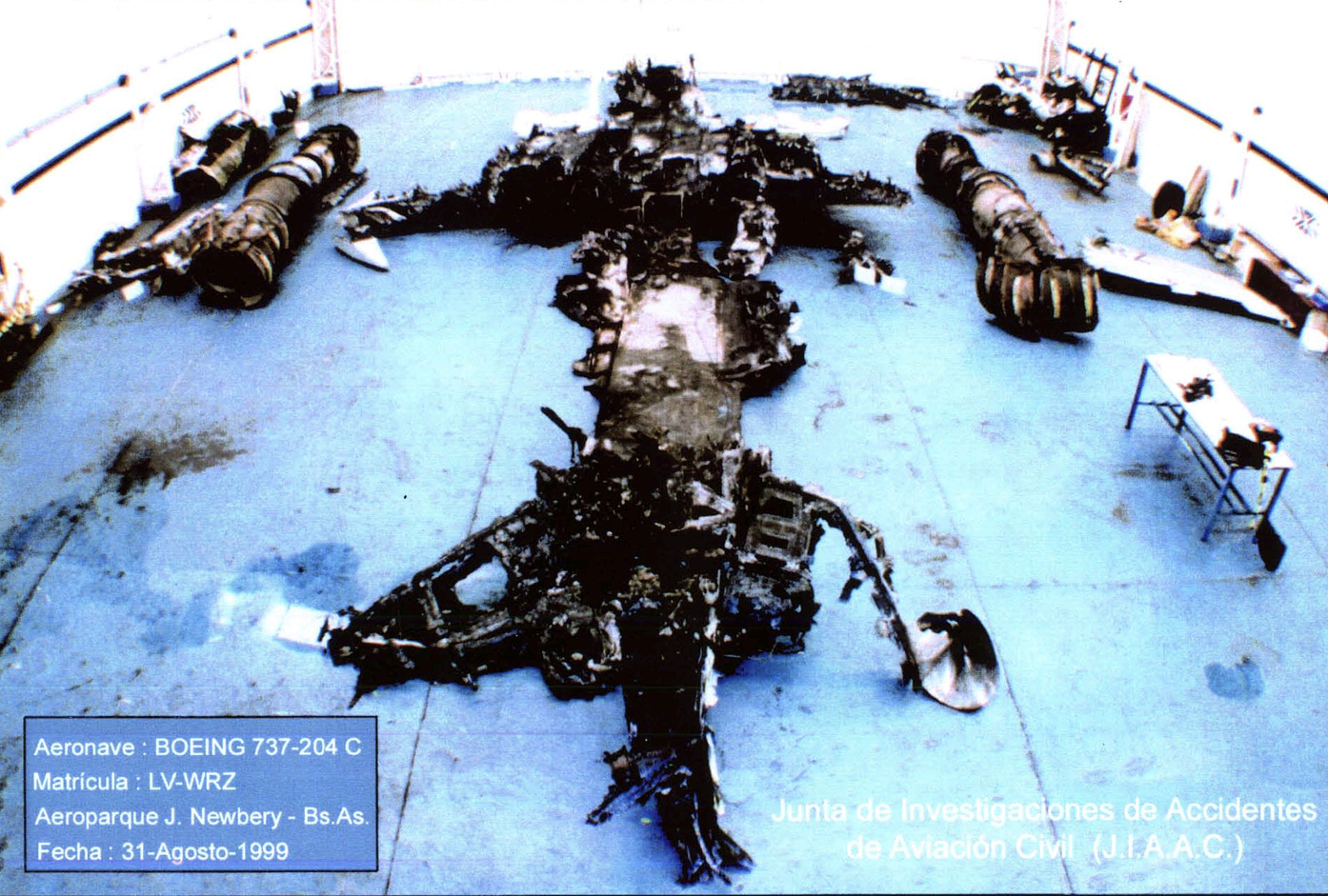
3142便の残骸

アルゼンチンの民間航空事故調査委員会（JIAAC）は操縦士が機体を正しく離陸設定にしなかったと結論付けた。検察当局は運航会社の組織と運営方針がアルゼンチン空軍による統制を欠いていたことが事故の根本原因だとして問題視した。例えば、操縦士が無免許で飛行することをLAPAは容認していた。これらの過失が認められたため、LAPAの取締役の一部と空軍で航空会社の監督に当る担当者が刑事訴追され陪審審理にかけられた。

## 事故原因

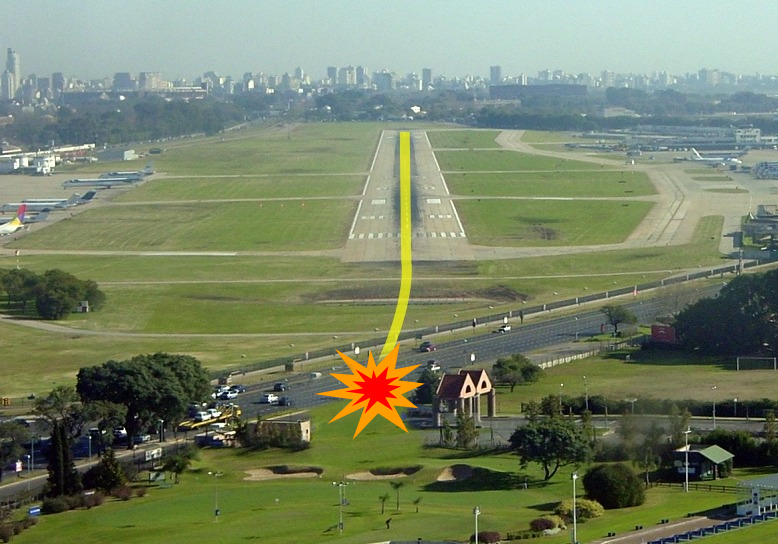
3142便の大まかな経路

調査委員会によれば、事故の直接の原因は「LAPA 3142便の運航乗務員が離陸開始時にフラップを出し忘れ、離陸用設定の誤りを示す警報を無視したこと」である。

### その他の要因
JIAACの報告は以下の要因を挙げている。
- 運航乗務員の訓練不足。エンジン始動から離陸開始まで警報音が鳴っていたにも関わらず、その原因を調べ離陸を中止する合理的な行動を執れなかったこと。
- 飛行に無関係な過度の会話と、飛行前チェックリストの読み上げ中に操縦士同士で著しく感情的なやり取りが混ざった結果、フラップの展開に関する部分が読み飛ばされたこと。
- 操縦士両名が個人、家族、経済状況などの問題を抱えていて勤務態度に影響したこと。会社による操縦士の心理状況のモニタリングが不十分で操縦士としての勤務に影響するような個人的な悩みを抱えていることを把握不能だったこと。
- 極めて私的かつ業務に無関係な話題を操縦士や乗務員が互いに知っていてこれを議論していたために、仕事に集中する雰囲気が損なわれたこと。（ステライル・コックピット・ルールの不履行）
- 機長に従前から見られた飛行中の不品行が、彼の個人的な問題や非常事態の前と最中で生じた操縦室内の状況によって悪化したこと。
- 副操縦士の操縦に不向きな性向がチェックリストの読み上げ中に発現し、それが操縦室に居た者が飛行に無関係な個人的な問題に気を取られている最中だったこと。
- 操縦士が警報音の種類と離陸設定の誤りを直ちに結び付けて理解できず、フラップを正しい設定に直せなかったこと。
- 警報システムが設計上乗務員が警報を無視して離陸操作を続行することを許していたこと。

## 刑事捜査
本事故の後、本事故の刑事審判は連邦判事のGustavo Literasが担当し、彼のもとにJIAACの予備報告とLAPAの整備士多数からの証言が集められた。
2000年3月初頭、判事はLAPAの主として操縦士、副操縦士、客室乗務員などおよそ540名に証言を求めた。この時点から捜査の主眼は事故が単なる操縦ミスではなく航空会社として業務を遂行する上での構造的な問題が根本原因ではないかという点に移った。3月前半のうちに140名から証言が得られ、その頃までには生存者のほぼ全員からも証言が集まっていた。
2000年5月14日、Literas判事から審理を引き継いだCarlos Liporaci判事はLAPA本社と空港の捜索を命じ、同社の操縦士の資料を押収した。法廷事務官のPablo Bertussiは「事故発生時は3142便乗務員の資料のみ押収したが、今はLAPAの他の操縦士の資料も見直したい」と述べた。
2000年5月18日、JIAACは事故に関する最終報告を判事に送ったが、この報告は事故責任を全て操縦士に帰していたので司法当局から疑問を付された。この報告書については翌日付のラ・ナシオン紙が次のように述べている：
例えそうだとしても、司法当局によれば、この書類は一専門家の見解に過ぎず、本件を担当するGustavo Literas判事は空軍に対して同報告書の結論を裏付ける資料の提出を求めた。情報筋によれば、同判事は如何なる主張であれ資料で裏付けられることを求めているという。
なお、LAPAはこの事故から数年後の2003年に倒産した。

## 類似事故
- デルタ航空1141便墜落事故

## 映像化
- 映画『ウィスキー・ロメオ・ズールー（英語版） 』（題名は事故機の登録番号の下三文字のNATOフォネティックコード読み）
- メーデー!:航空機事故の真実と真相 第15シーズン第9話「Deadly Discussion」
- 日本では日本テレビ『世界まる見え!テレビ特捜部』（2020年6月17日放送）にて取り上げられた。